# 折衷様

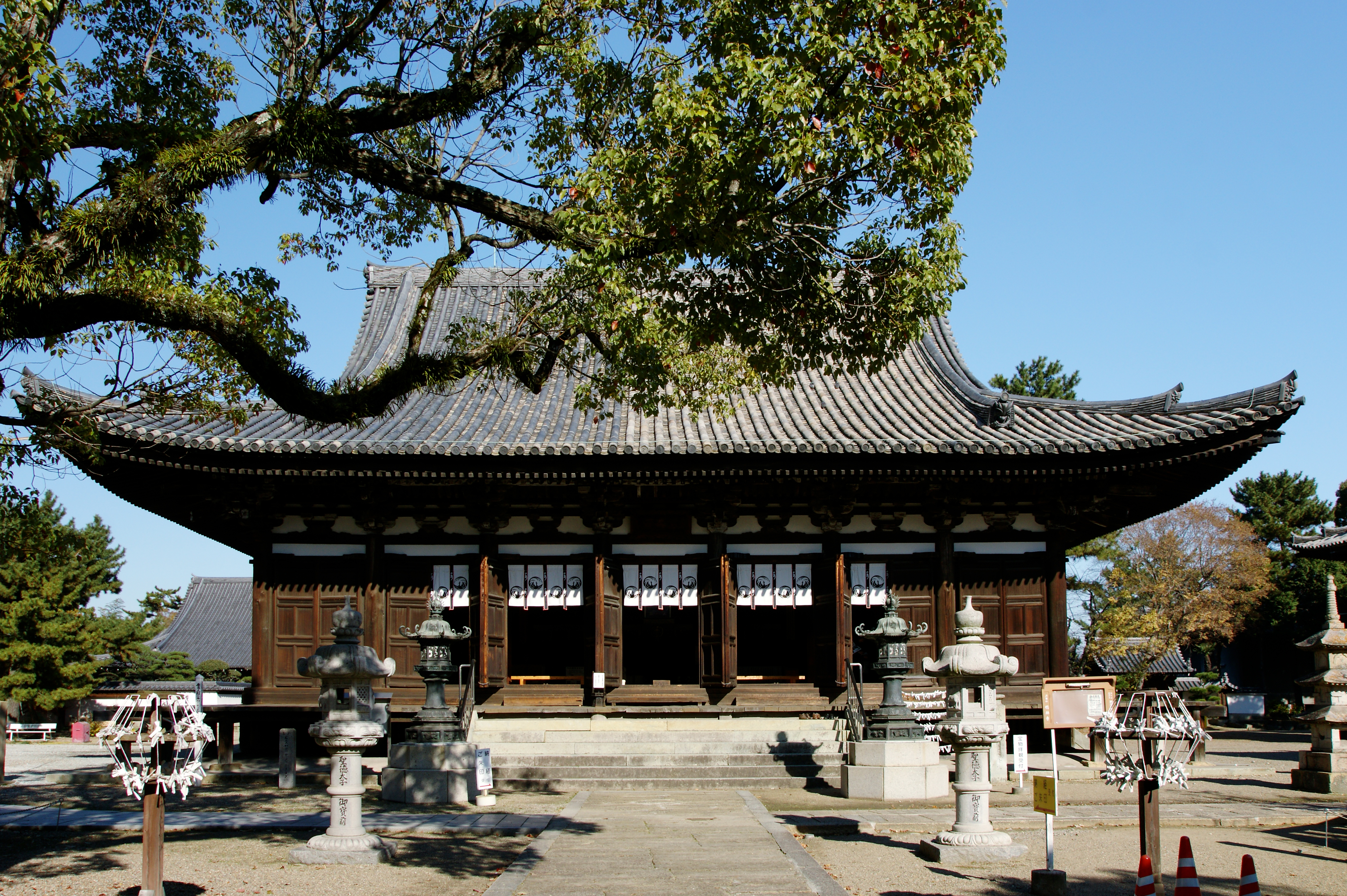
鶴林寺本堂

折衷様 (せっちゅうよう)は、日本の伝統的な中世の仏教寺社建築様式の一つ。和様、 大仏様、 禅宗様 の三者を折衷した様式。厳密には大仏様、禅宗様の手法を和様に応用したもの。13世紀後半から流行し、14世紀には純粋な和様建築の例は減少している。
瀬戸内海沿岸に多く折衷様の寺院が見られ、兵庫県の鶴林寺本堂や、広島県明王院本堂、愛媛県太山寺本堂などがその例である。 

## 概要
豪放な大仏様、伝統的な和様、宋からの禅宗様（唐様）の組み合わせである。鶴林寺 (加古川市)には、大仏様の貫や挿肘木、そして禅宗様の詰組などの要素が加わり折衷様ならではの造りが見られる。 また、和様をベースに大仏様のみの特徴を加えた造りは「新和式」と呼ばれ折衷様と区別されることもある。 
なお、折衷様式で立てられた寺院の例に観心寺が挙げられ、折衷様を「観心寺様」と呼ぶことが往往にしてあるが、必ずしも大阪府にある観心寺は折衷様の代表例とは言えないため、不適切との見解もある。